# عبدالحسن مقتدائی
عبدالحسن مقتدائی (زاده ۱۷ مهر ۱۳۳۴ آبادان) سیاستمدار، مدرس دانشگاه و مدیر اجرایی ایرانی است، که هم‌اکنون به‌عنوان عضو هیئت علمی دانشگاه چمران اهواز فعالیت می‌کند. وی سابقه دو دوره استانداری خوزستان و استانداری هرمزگان، همچنین دو دوره نمایندگی مجلس شورای اسلامی را در کارنامه اجرایی خود دارا می‌باشد.
مقتدایی فعالیت خود را از پالایشگاه نفت آبادان آغاز کرد و در خلال جنگ ایران و عراق جانشین رئیس پالایشگاه آبادان بود. وی در ادوار سوم و چهارم مجلس شورای اسلامی به‌عنوان نماینده آبادان، از استان خوزستان در مجلس حضور داشت و از اعضای کمیسیون انرژی مجلس بود.
مقتدایی در دولت سید محمد خاتمی، در فاصله سالهای ۱۳۷۷ تا ۱۳۸۰ استاندار خوزستان بود و از ۱۳۸۰ تا ۱۳۸۳ نیز به‌عنوان استاندار هرمزگان فعالیت می‌کرد. او در دولت‌های نهم و دهم، هیچ‌گونه فعالیت سیاسی نداشت و به‌عنوان مشاور مدیرعامل و عضو هیئت مدیره شرکت ملی حفاری ایران به فعالیت خود ادامه داد. وی در دولت یازدهم، برای کمتر از ۳ سال، برای بار دوم، استانداری خوزستان را برعهده داشت. او از اعضای پیشین شورای مرکزی حزب اعتماد ملی می‌باشد.

## زندگی‌نامه
عبدالحسن مقتدایی در ۱۷ مهرماه سال ۱۳۳۴ در شهر آبادان، استان خوزستان زاده شد. پدرش از کارکنان پالایشگاه نفت آبادان بود. او نیز پس از دریافت مدرک دیپلم متوسطه در سال ۱۳۵۵ فعالیت در پالایشگاه آبادان را آغاز کرد. وی در خلال جنگ ایران و عراق، ریاست حراست پالایشگاه آبادان را برعهده داشت. پس از پایان جنگ، در ادوار سوم و چهارم مجلس شورای اسلامی به‌عنوان نماینده آبادان، از استان خوزستان در مجلس حضور داشت و همواره از اعضای کمیسیون انرژی مجلس بود.
مقتدایی در دولت‌های هفتم و هشتم، از ۱۳۷۷ تا ۱۳۸۰ استاندار خوزستان بود و از ۱۳۸۰ تا ۱۳۸۳ به‌عنوان استاندار هرمزگان فعالیت می‌کرد. در دولت‌های نهم و دهم، فعالیت سیاسی نداشت و به‌عنوان مشاور مدیرعامل و عضو هیئت مدیره شرکت ملی حفاری ایران فعالیت می‌کرد. وی در دولت یازدهم، در فاصله سالهای ۱۳۹۲ تا ۱۳۹۵ نیز برای بار دوم، استاندار خوزستان بود.

## سوابق اجرایی
عبدالحسن مقتدایی تاکنون مسئولیت‌های زیر را بر عهده داشته‌است:
- رئیس حراست پالایشگاه آبادان[۱۱]
- رئیس ستاد مرکزی پالایشگاه آبادان[۱۱]
- عضویت کمیسیون انرژی مجلس شورای اسلامی
- رئیس بندر صادراتی ماهشهر
- مشاور مدیرعامل شرکت کالای نفت
- مشاور مدیرعامل و عضو هیئت مدیره شرکت ملی حفاری ایران
- عضو هیئت مدیره انجمن علوم ایمنی ایران
- مدرس و عضو هیئت علمی دانشگاه شهید چمران اهواز
- دو دوره عضویت در هیئت رئیسه فدراسیون فوتبال ایران
- رئیس هیئت مدیره انجمن خیرین مسکن‌ساز
- مدیر مسئول و صاحب امتیاز هفته‌نامه اروند
- استاندار خوزستان[۱۲]
- استاندار هرمزگان[۱۱][۱۳]

## برکناری بدون اطلاع قبلی
معاون وزیر کشور، در تاریخ ۲۱ اردیبهشت ۱۳۹۵ بدون اطلاع قبلی با سفر به خوزستان، مقتدایی را از کار برکنار کرد و همزمان فرج‌الله خبیر، معاون سیاسی استانداری خوزستان را به عنوان سرپرست استانداری خوزستان معرفی کرد. مقتدایی در هفته پیش از برکناری، حدود ۲۰ نفر را در سطح فرمانداران و مدیران ستادی، جابه‌جا کرده بود.

## انتخابات ریاست‌جمهوری ۱۳۹۶
عبدالحسن مقتدایی بعد از نزدیک به هشت ماه که توسط دولت یازدهم کنار گذاشته شده بود، در روز ۹ بهمن ۱۳۹۵ برای انتخابات ریاست جمهوری، اعلام کاندیداتوری کرد. وی با ارسال یادداشتی به رسانه‌ها رسماً ورود خود را به انتخابات ریاست جمهوری اعلام کرد. او در این یادداشت عنوان کرد:
تصمیم گرفته‌ام خود را به‌عنوان یکی از گزینه‌های کاندیداتوری انتخابات ریاست جمهوری در معرض نقد و بررسی مردم قرار دهم تا این دوره از انتخابات تجربه‌ای جدید که همان معرفی کاندیداها توسط بدنه و کف جامعه است کسب شود.